# Breaking the Rules
Breaking the Rules – Across American Counterculture ist ein deutscher Dokumentarfilm über die Geschichte der amerikanischen Gegenkultur, von der Beat Generation in New York und San Francisco bis zu den Anfängen des Hip-Hops in der Bronx.

## Handlung
Auf der Suche nach den Schlüsselmomenten der jeweiligen Bewegung reist der Film von Küste
zu Küste und begegnet wichtigen Zeitzeugen, die durch ihre Erzählungen Gegenkulturen wieder lebendig werden lassen.
Gemeinsam mit Ruth Weiss, Lawrence Ferlinghetti und Michael McClure taucht der Zuschauer in die Clubs der 1950er im Village und in North Beach, wo Jazz und Poetry aufeinandertreffen. Er träumt mit Amiri Baraka und Melvin Van Peebles von einer gerechteren Welt, in der Schwarz und Weiß als Brüder an einem Tisch sitzen, kämpft mit Anne Waldman und Ed Sanders gegen den Vietnamkrieg, cruist mit Peter Fonda über die Highways, feiert mit Wavy Gravy und Ray Manzarek den Summer of Love und wird an der Seite von Afrika Bambaataa, RZA, Kurtis Blow und Grandmaster CAZ Zeuge der ersten Hip-Hop-Blockparties in der Bronx.
Dabei begegnet dem Zuschauer ein Phänomen, das alle Bewegungen miteinander verbindet. Die Kommerzialisierung von Gegenkultur. Der Film untersucht, wie nach einer anfänglichen Phase des Misstrauens und der Ablehnung, der Markt die Codes der Gegenkultur übernimmt und Teil der Alltagskultur werden lässt.

## Auszeichnung
- 2006: Hauptpreis des Festival di Palazzo Venezia